# Henri van Schaik
Henri van Schaik   (Delft, 24 de juliol de 1899 - Vermont, 19 d'agost de 1991) va ser un genet neerlandès que va competir durant la dècada de 1930.
El 1936 va prendre part en els Jocs Olímpics de Berlín, on va disputar dues proves del programa d'hípica amb el cavall Santa Bell. Va guanyar la medalla de plata en la prova de salts d'obstacles per equips i fou vint-i-tresè en la de prova de salts individual.